# あの人の胃には僕が足りない
『あの人の胃には僕が足りない』（あのひとのいにはぼくがたりない）は、チョモランによる日本の漫画作品。『月刊モーニングtwo』（講談社）にて、2018年4月号から2021年3月号まで連載された。

## 登場人物
舟次 蒔江（ふなつぎ まきえ）
本作の主人公。中学3年生。料理上手。「ワタリ」を引き寄せ、その姿を見ることができる。さちが好きで、彼女のために弁当を作っている。
満腹 さち（みつはら さち）
本作のヒロイン。高校2年生。正体は物事を喰らい尽くす「ワタリ」で、いつも空腹状態にある。ワタリの例に漏れず蒔江の「匂い」に惹かれているが、蒔江を守るようになる。
管理人さん
蒔江の住む町の「ワタリ」を管理している。自稱フリーランサー。さちなどの管理を担当する。
お手伝いさん
管理人さんのメイド。頭上のカチューシャに情報が表示される。
和泉 依澄（いずみ いずみ）
蒔江の隣人に擬態する「ワタリ」。しっかり者の小学生。

## 作中用語
ワタリ
本作の異形種類。本体は動物の形をしている。その一部は人間になり、人間の生活に統合しようとしている。

## 書誌情報
- チョモラン『あの人の胃には僕が足りない』 講談社〈モーニングKC〉、全6巻
  1. 2018年7月23日発売[2][3]、ISBN 978-4-06-511897-9
  2. 2018年12月21日発売[4]、ISBN 978-4-06-513981-3
  3. 2019年6月21日発売[5]、ISBN 978-4-06-516020-6
  4. 2019年11月22日発売[6]、ISBN 978-4-06-517659-7
  5. 2020年5月22日発売[7]、ISBN 978-4-06-519368-6
  6. 2021年3月23日発売[8]、ISBN 978-4-06-521867-9